# Диффа
Диффа (фр. Diffa) — город и община на юго-востоке Нигера, на границе с Нигерией. Административный центр одноимённого региона. Население по данным на 2012 год составляет 37 479 человек; по данным переписи 2001 года оно насчитывало 23 233 человека.
Диффа находится примерно в 1159 км к востоку от Ниамея, на RN1 (Route Nationale 1) — основной автодороге Нигера в направлении запад-восток. Участок между Зиндером и Диффой лишь частично имеет твёрдое покрытие. В Диффе RN1 поворачивает на север. Высота города над уровнем моря составляет 285 м. Граница с Нигерией проходит в 5,5 км южнее города; севернее Диффы расположен аэропорт.
В 2002 году в Диффе начался военный мятеж против президента Мамаду Танджи, в конечном итоге подавленный и приведший к наступлению правительства на свободу печати.

## Климат
| Показатель                    | Янв. | Фев. | Март | Апр. | Май  | Июнь | Июль | Авг. | Сен. | Окт. | Нояб. | Дек. | Год  |
| ----------------------------- | ---- | ---- | ---- | ---- | ---- | ---- | ---- | ---- | ---- | ---- | ----- | ---- | ---- |
| Средний суточный максимум, °C | 29,8 | 32,8 | 36,4 | 39,2 | 39,8 | 37,7 | 34,1 | 32,4 | 34,7 | 36,4 | 33,6  | 30,4 | 34,8 |
| Средняя температура, °C       | 21,1 | 23,8 | 27,8 | 30,9 | 32,2 | 31,0 | 28,7 | 27,3 | 28,5 | 28,5 | 24,9  | 21,6 | 27,2 |
| Средний суточный минимум, °C  | 12,5 | 14,8 | 19,3 | 22,6 | 24,6 | 24,4 | 23,3 | 22,3 | 22,3 | 20,7 | 16,3  | 12,8 | 19,6 |
| Норма осадков, мм             | 0    | 0    | 0    | 1    | 7    | 23   | 82   | 147  | 39   | 7    | 0     | 0    | 306  |
| Источник:                     |      |      |      |      |      |      |      |      |      |      |       |      |      |